# Alfa Romeo 147
Alfa Romeo 147 (Серия 937) — компактный люксовый автомобиль, выпускаемый итальянской автомобильной компанией Alfa Romeo в 2000—2010 годах. 147-я стала Европейским автомобилем года в 2001 году, опередив такие модели, как Ford Mondeo и Toyota Prius.
147-я была представлена в 2000 году на Туринском автосалоне как замена хетчбэку 145 / 146. Модель основывалась на платформе от более крупного седана 156-й. Автомобиль был доступен с бензиновыми 16-клапанными двигателями TwinSpark 1,6 л. и 2,0 л., а также V6 24v Busso, объёмом 3,2 л. в версии GTA. В качестве дизельных агрегатов был доступен рядный четырёхцилиндровый 1,9 л. JTD, с двумя  клапанами на цилиндр, позднее этот агрегат был усовершенствован и получил название JTDm, головка двигателя стала 16-клапанной, что позволило увеличить отдачу агрегата. Специальная роботизированная коробка передач Selespeed была доступна с запуска модели на 2,0 л. двигателе. Всего было доступно две комплектации: Turismo и Lusso. 147-я — первая Alfa Romeo с системой двухзонного климат-контроля и системой электронной стабилизации.
Модель производилась десять лет, став одной из самых старых компактных семейных автомобилей в Европе до тех пор, пока она не была заменена на Alfa Romeo Giulietta в конце мая 2010 года. Всего было выпущено около 580,000 автомобилей.

## Стиль
147-я была разработана Вальтером да Сильвой и Вольфгангом Эггером (Wolfgang Egger). Автомобиль получил значительную похвалу, когда был представлен публике впервые, а в дальнейшем модель получила несколько наград за дизайн. 147-я была обновлена в 2004 году со значительными изменениями во внешнем дизайне, напоминающем новые модели компании 159, Brera, а также концепт-кар Alfa Romeo Visconti. Всё это придало автомобилю более агрессивный вид. 147-я имеет коэффициент сопротивления (Cd) равный 0,32.

## Оснащение и развитие

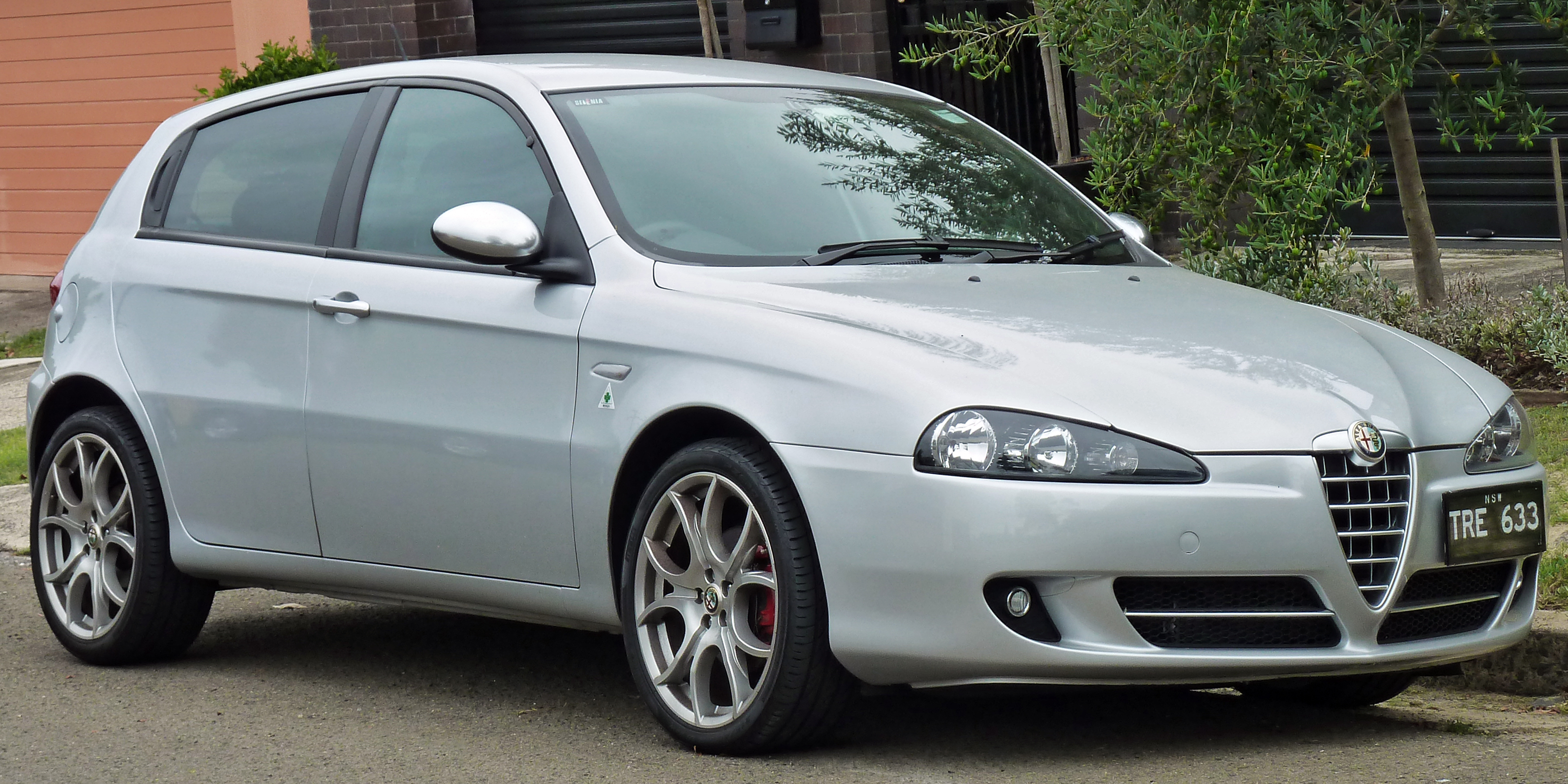
Обновлённая Alfa Romeo 147

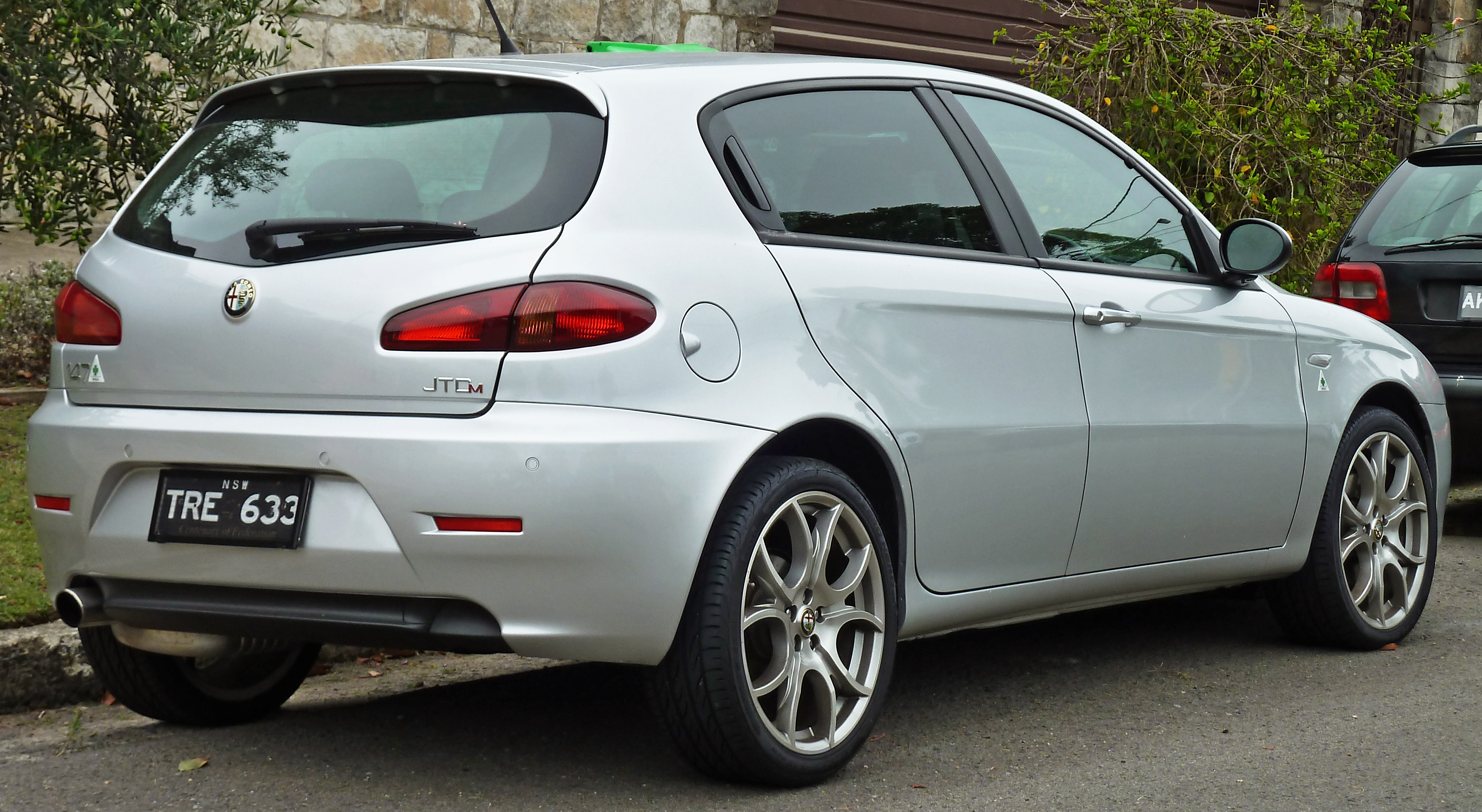
Обновлённая Alfa Romeo 147

147-я была обновлена в 2004 году. Была установлена новая решётка радиатора, новые передние фары, новые задние фонари, а салон автомобиля был обновлён до уровня модификации GTA. В линейке двигателей был добавлен более мощный дизельный двигатель, а подвеска была немного скорректирована. В 2006 году была представлена версия 1,9 JTD Q2, особенностью которой стал передний дифференциал повышенного внутреннего сопротивления от Torsen. Alfa Romeo, кроме того, представила новую ограниченную серию 147-й, названную Ducati Corse на Болонском автосалоне 2007 года. Модификация оснащалась дизельным JTD мощностью 170 л. с. (120 кВт), системой Q2 и передним дифференциалом повышенного внутреннего сопротивления от Torsen.
147-я была заменена на новую Giulietta в 2010 году.

### Топовые модификации

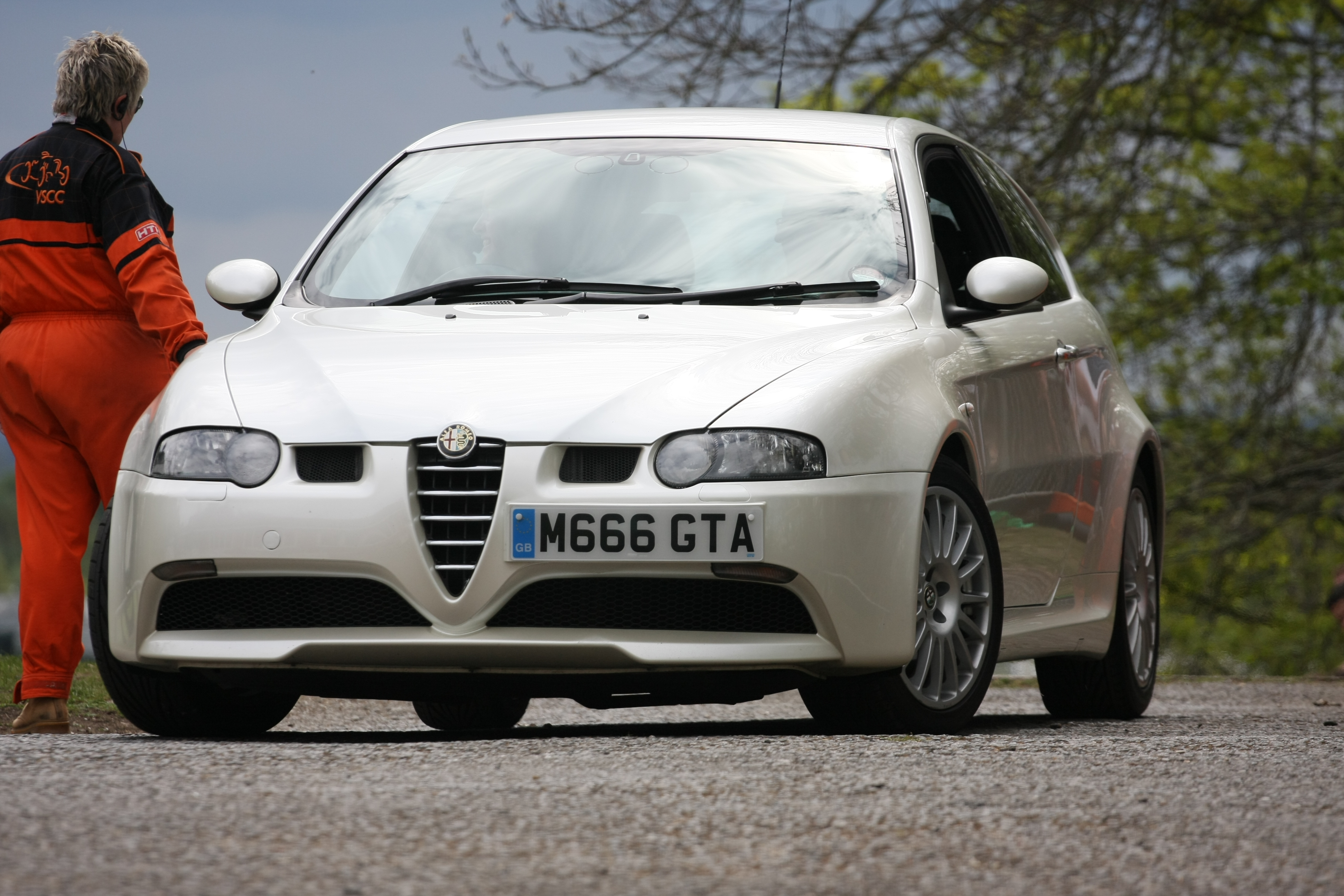
Alfa Romeo 147 GTA

Горячий хетчбэк 147 GTA был представлен в 2002 году. GTA оснащалась 3,2 л. V6 двигателем, выдающим 250 л. с. (184 кВт) и развивающий максимальную скорость в 246 км/ч (153 миль/ч). Модификация имела более широкий кузов (по 15 мм с каждой стороны), приспособленный под оснащение шинами 225/45R17. Ранние модели имели 6-ступенчатую механическую коробку передач, поздние оснащались системой Selespeed. Всего было построено 5,029 моделей GTA.
Тюнинг-ателье Autodelta, базирующаяся в Лондоне, представила улучшенную версию GTA с 3,7 л. V6 и выдающим 328 л. с. (245 кВт) со специальным дифференциалом для передних колёс. Autodelta также выпустила версию турбированую системой Rotrex, выдающую 400 л. с. (300 кВт).

### Обзор
| Euro NCAP                                      | Euro NCAP | Euro NCAP | Euro NCAP |
| ---------------------------------------------- | --------- | --------- | --------- |
| Рейтинги                                       | Пассажир  |           | 21        |
| Рейтинги                                       | Пешеход   |           | 17        |
| Протестированная модель: Alfa Romeo 147 (2001) |           |           |           |

## Двигатели
| Модель               | Двигатель            | Объём                | Мощность                  | Крутящий момент         | Разгон (0-100 км/ч)  | Макс. скорость       | Годы производства    |
| Бензиновые двигатели | Бензиновые двигатели | Бензиновые двигатели | Бензиновые двигатели      | Бензиновые двигатели    | Бензиновые двигатели | Бензиновые двигатели | Бензиновые двигатели |
| -------------------- | -------------------- | -------------------- | ------------------------- | ----------------------- | -------------------- | -------------------- | -------------------- |
| 1,6 TS               | I4                   | 1,598 куб.см         | 105 л. с. при 5600 об/мин | 140 Н/м при 4200 об/мин | 10,6 с               | 190 км/ч             | 2000-2010            |
| 1,6 TS               | I4                   | 1,598 куб.см         | 120 л. с. при 6200 об/мин | 146 Н/м при 4200 об/мин | 10,2 с               | 195 км/ч             | 2000-2010            |
| 2,0 TS               | I4                   | 1,970 куб.см         | 150 л. с. при 6300 об/мин | 181 Н/м при 3800 об/мин | 9,3 с                | 208 км/ч             | 2000-2010            |
| 3,2 GTA              | V6                   | 3,179 куб.см         | 250 л. с. при 6200 об/мин | 300 Н/м при 4800 об/мин | 6,3 с                | 250 км/ч             | 2002-2005            |
| Дизельные двигатели  |                      |                      |                           |                         |                      |                      |                      |
| 1,9 JTD 8V           | I4                   | 1,910 куб.см         | 100 л. с. при 4000 об/мин | 200 Н/м при 1750 об/мин | 12,1 с               | 183 км/ч             |                      |
| 1,9 JTD 8V           | I4                   | 1,910 куб.см         | 115 л. с. при 4000 об/мин | 275 Н/м при 2000 об/мин | 9,9 с                | 191 км/ч             |                      |
| 1,9 JTD 8V M-Jet     | I4                   | 1,910 куб.см         | 120 л. с. при 4000 об/мин | 280 Н/м при 2000 об/мин | 9,6 с                | 193 км/ч             | с 2005               |
| 1,9 JTD 16V M-Jet    | I4                   | 1,910 куб.см         | 140 л. с. при 4000 об/мин | 305 Н/м при 2000 об/мин | 9,1 с                | 206 км/ч             | с 2003               |
| 1.9 JTD 16V M-Jet    | I4                   | 1,910 куб.см         | 150 л. с. при 4000 об/мин | 305 Н/м при 2000 об/мин | 8,8 с                | 208 км/ч             | с 2005               |
| 1,9 JTD 16V M-Jet    | I4                   | 1,910 куб.см         | 170 л. с. при 3750 об/мин | 330 Н/м при 2000 об/мин | 8,0 с                | 215 км/ч             | с 2007               |

## Система Connect
Система Connect — информационная бортовая система с экраном, расположенным на центральной консоли. Данный экран диагональю в 130 мм даёт право на доступ к спутниковой системе навигации, к телефону-GSM посредством hands-free, а также включает в себя функции радио и CD-проигрывателя. Если подключить и оплачивать функцию CONNECT, то при нажатии зелёной кнопки, пользователь напрямую соединяется с экстренной службой спасения, или может заказать обслуживание своего автомобиля.

## Награды
В общей сложности Alfa Romeo 147 получила более 27 наград, включая:
- Европейский автомобиль года в 2001 году;[9]
- «Das Goldene Lenkrad» («Золотой руль», от журнала BILD am SONNTAG в Германии) в 2000 году;
- Европейский автомобиль № 1 (Разработчики, журналисты и гонщики по итогам голосования у журнала Auto Bild — Германия) в 2001 году;
- Трофей за дизайн (Автомобильный Журнал — Франция) в 2000 году;
- Импортируемый автомобиль года в Бразилии в 2002 году.

## 147 в Автоспорте

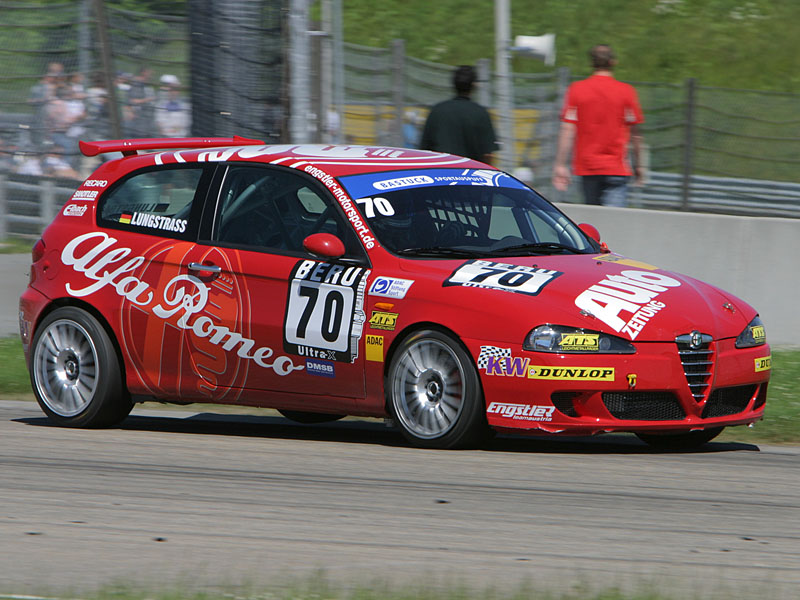
147 JTD Маркуса Лунгстрасса в 2005 году на Sachsenring DMSB Production Car Championship

В Европе существовала моносерия гоночных соревнований для 147-й: European Alfa 147 Challenge для Кубка Alfa 147(Alfa 147 Cup). Данные соревнования проводились с 2003 года. В 2005 году серия проводилась под эгидой WTCC и победителем сезона 2005 года стал ирландский гонщик Еон Мюррей(Eoin Murray). В данной серии использовались автомобили Alfa 147 GTA Cup, выдающих 220 л. с. (160 кВт) из своего четырёхцилиндрового двигателя Twin Spark.
Alfa Romeo 147 2.0 TS (200 л. с.) использовалась чешским раллийным гонщиком Мартином Радой(Martin Rada). Он финишировал на ней вторым в группе N3 (21-место в общем зачёте) на Ралли Монте-Карло в 2009 году. Позднее, он стал первым в Группе-8 на Ралли Монте-Карло 2012 года (42-место в общем зачёте).
147-я также использовалась в BTCC 2001 года командой JSM. Лучшим достижением стало третье место на Oulton Park, благодаря гонщику и владельцу команды Тиму Харвею(Tim Harvey).

## Фотогалерея

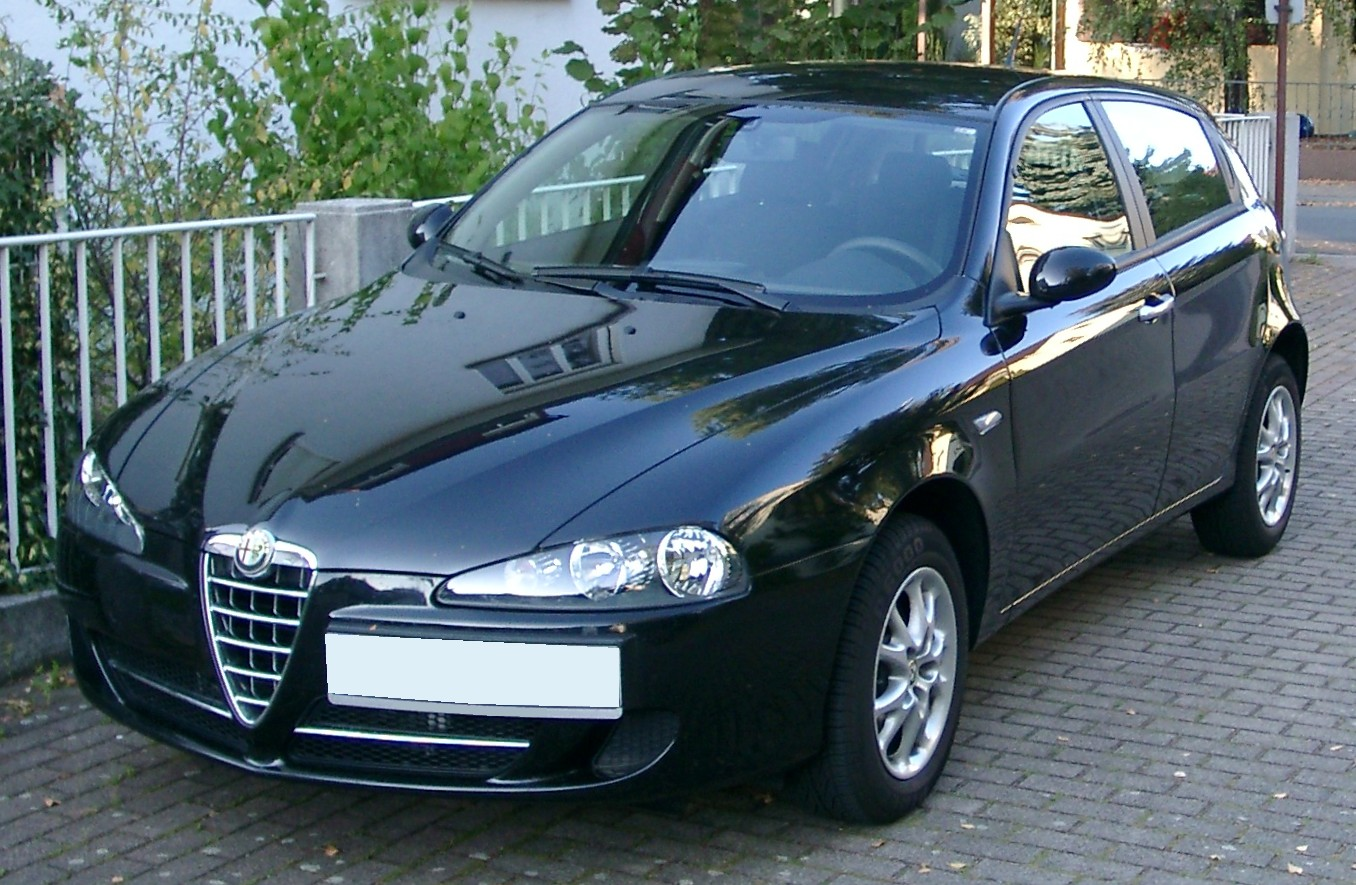
Обновленная Alfa Romeo 147
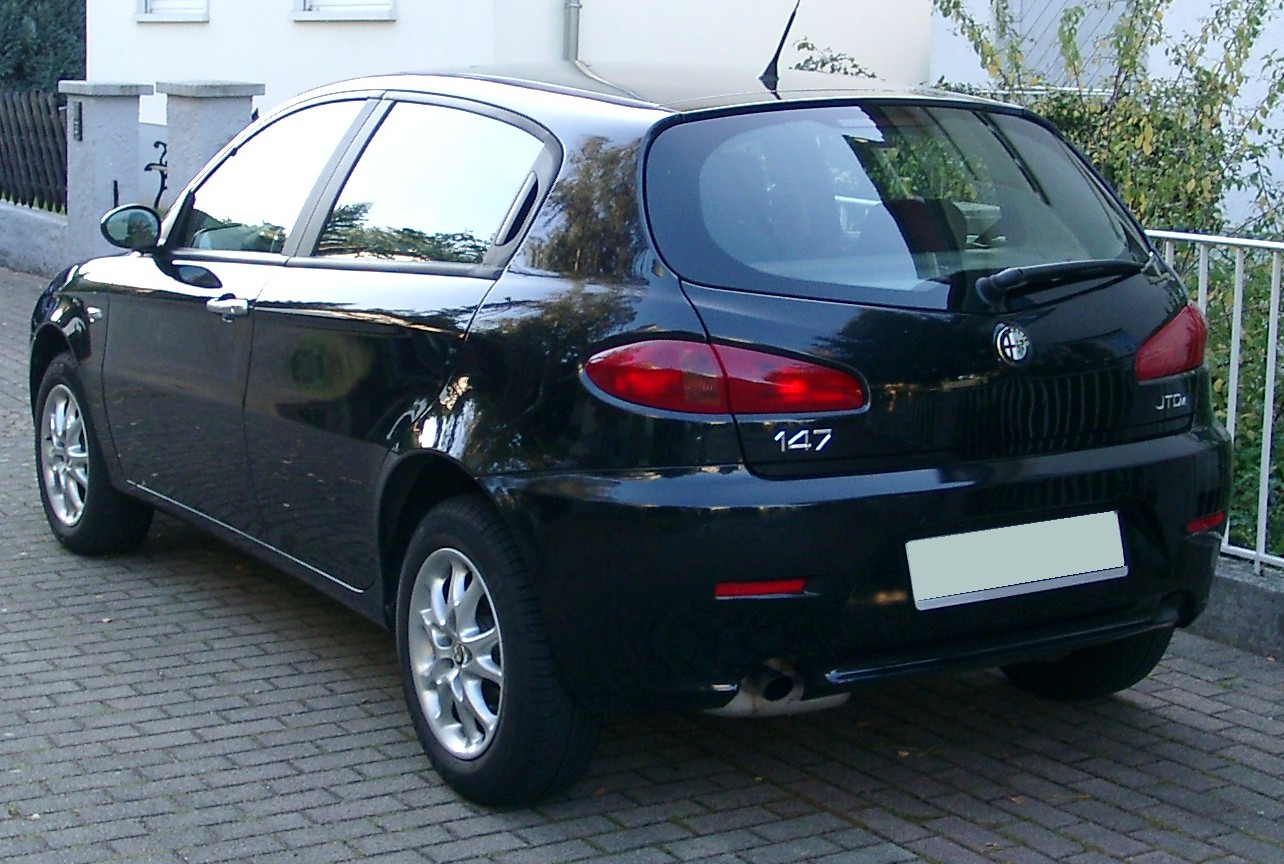
Обновленная Alfa Romeo 147. Вид сзади
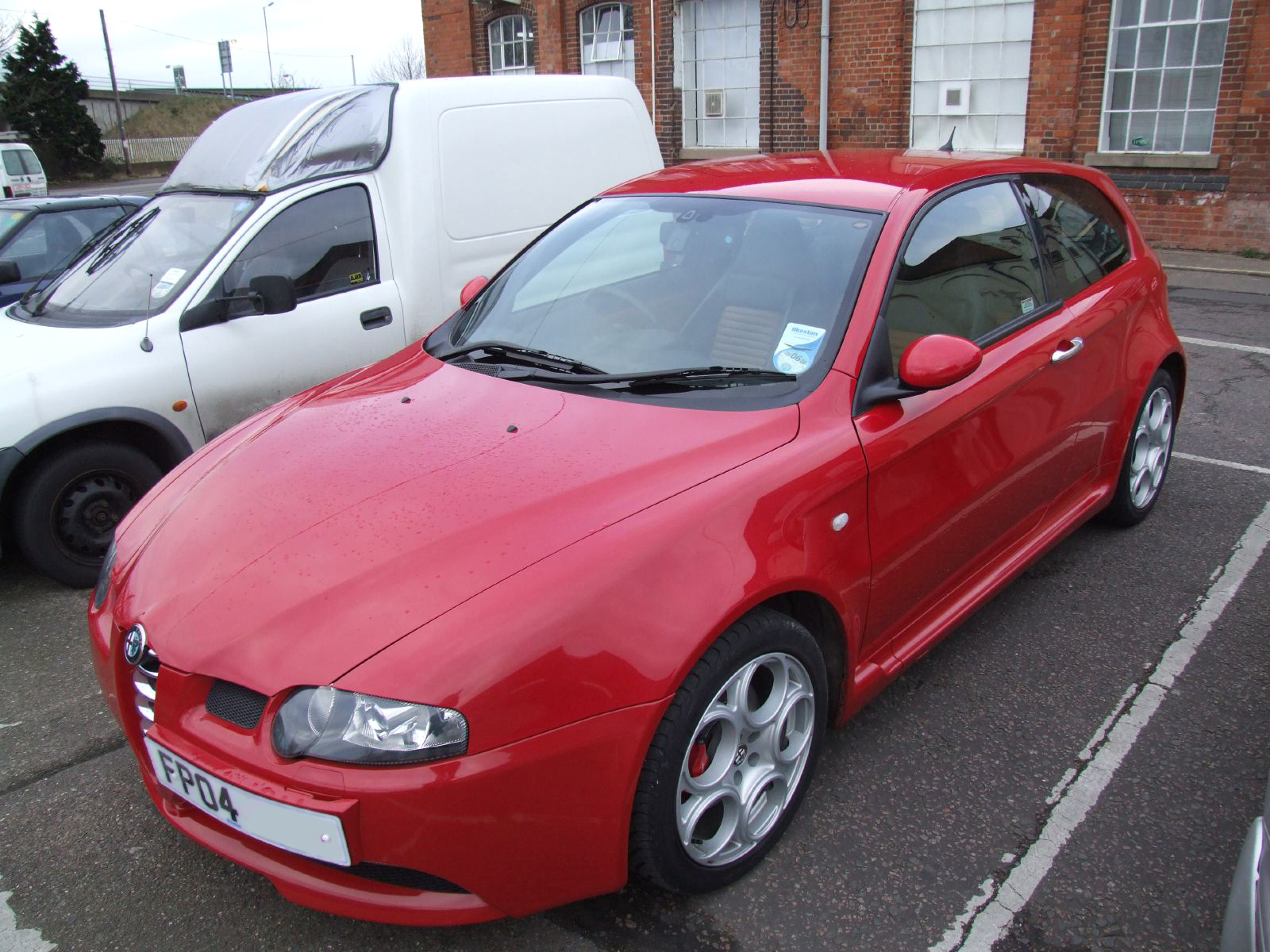
Alfa Romeo 147 GTA